# Vapor de la Llana
El Vapor de la Llana, també conegut com a Can Jaumandreu, és una antiga fàbrica del Poblenou de Barcelona, catalogada com a bé amb elements d'interès (categoria C).

## Història
El 1853, Ramon Casas i Jordà, fill i hereu de Joan Casas i Vilarrúbias, va establir en emfiteusi un terreny que formava part de la finca de la Torre de la Comanda de Sant Joan als fabricants Lluís Aranyó i Parera, Albert Escubós i Roure i Francesc Llenas i Duran amb l'obligació d'invertir-hi 10.000 lliures en el termini de 2 anys i la prohibició d'establir-hi cap indústria de productes químics que pogués malmetre els conreus. Poc després, es va constituir la societat Albert Escubós i Cia per a la fabricació de filats i teixits de llana i estam per un termini de cinc anys i un capital de 52.000 duros, formada per Lluís (10.000) i Gaietà Aranyó (10.000), Francesc (10.000) i Sebastià Llenas i Duran (7.000), Jaume Vilà i Gil (7.000), Albert (6.000) i Antoni Escubós (6.000), la qual adquirí el terreny als socis esmentats per 3.000 rals. Posteriorment, s'hi incorporà Claudi Aranyó i Aranyó, fill de Gaietà.
El despatx era al carrer de Sant Pere Més Alt, 57. La companyia es va presentar a l'Exposició Industrial de Barcelona de 1860, i a l'Exposició Universal de París de 1867, i poc després canviaren la denominació a Escubós i Aranyó.
El 1870, van demanar permís per a construir-hi una nova nau i instal·lar-hi una màquina de vapor de 60 CV, segons el projecte del mestre d'obres Josep Marimon i Cot. El 1873, Escubós es va retirar de l'empresa, i aleshores Claudi Aranyó va integrar els negocis sota el seu nom, impulsant la producció dels teixits de mescla a les fàbriques de Sant Martí de Provençals, Mollet i Santa Perpètua de Mogoda. Tanmateix, a finals de la dècada, la indústria de la llana entrà en crisi i Aranyó va adpatar la maquinària per a la filatura i tissatge de cotó. A la seva mort el 1884, el negoci fou continuat per la seva vídua sota la raó social Vídua i Fills de Claudi Aranyó.
L'any 2000, el conjunt fabril fou adquirit per l'Ajuntament de Barcelona, i el 2003 fou rehabilitat per l'Escola-Taller. L'arquitecte Josep Llinàs hi va projectar uns edificis d'obra vista que pretenen harmonitzar amb la nau i la xemeneia antigues.

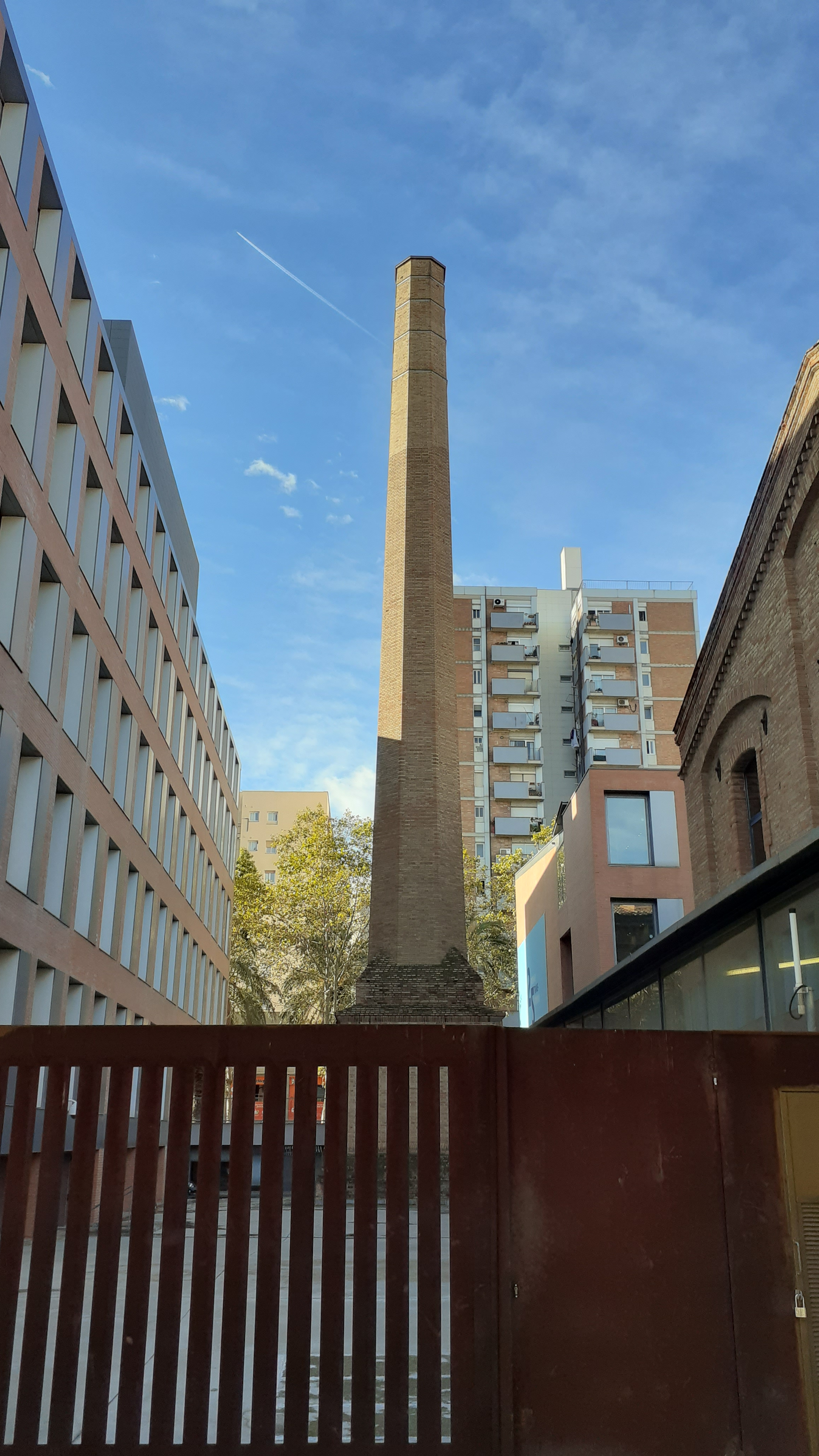
L'antiga xemeneia, envoltada pels nous edificis